# As a Matter of Fact
As a Matter of Fact – split, na którym usłyszeć można czterech wykonawców: Satanic Surfers, Ill Repute, Good Riddance oraz The Almighty Trigger Happy. Płyta została wydana przez Bad Taste Records.

## Lista utworów
1. "Died Trying" (The Almighty Trigger Happy)
2. "Blood Red and Forever Blue" (The Almighty Trigger Happy)
3. "Surprise, Surprise" (The Almighty Trigger Happy)
4. "Holding On" (Good Riddance)
5. "What We Have" (Good Riddance)
6. "Lame Duck Arsenal" (Good Riddance)
7. "Sail Away" (Satanic Surfers)
8. "Unless We Try / Big Bad Wolf" (Satanic Surfers)
9. "Killing Me" (Satanic Surfers)
10. "Stuck" (Ill Repute)
11. "On Your Own" (Ill Repute)
12. "Betray" (Ill Repute)
13. "Jacqueline" (Strung Out)
14. "American Lie" (Strung Out)
15. "Through Your Fingers" (Strung Out)